# Sangat
Sangat è una città dell'India di 5.396 abitanti, situata nel distretto di Bathinda, nello stato federato del Punjab. In base al numero di abitanti la città rientra nella classe V (da 5.000 a 9.999 persone).

## Geografia fisica
La città è situata a 30° 05' 36 N e 74° 50' 42 E.

## Società

### Evoluzione demografica
Al censimento del 2001 la popolazione di Sangat assommava a 5.396 persone, delle quali 2.851 maschi e 2.545 femmine. I bambini di età inferiore o uguale ai sei anni assommavano a 711, dei quali 415 maschi e 296 femmine. Infine, coloro che erano in grado di saper almeno leggere e scrivere erano 2.828, dei quali 1.621 maschi e 1.207 femmine.